# Mantidactylus betsileanus
Mantidactylus betsileanus és una espècie de granota de la família dels mantèl·lids endèmica de Madagascar.